# Ввод-вывод
Ввод-вывод (от англ. input/output, I/O) в информатике — взаимодействие между обработчиком информации (например, компьютер) и внешним миром, который может представлять как человек (субъект), так и любая другая система обработки информации. Ввод — сигнал или данные, полученные системой, а вывод — сигнал или данные, посланные ею (или из неё). Термин также может использоваться как обозначение (или дополнение к обозначению) определённого действия: «выполнять ввод-вывод» означает выполнение операций ввода или вывода. Устройства ввода-вывода используются человеком (или другой системой) для взаимодействия с компьютером. Например, клавиатуры и мыши — специально разработанные компьютерные устройства ввода, а мониторы и принтеры — компьютерные устройства вывода. Устройства для взаимодействия между компьютерами, как модемы и сетевые карты, обычно служат устройствами ввода и вывода одновременно.

## Классификация
Назначение устройства в качестве устройства ввода или вывода зависит от перспективы. Мыши и клавиатуры принимают физическое взаимодействие, осуществляемое человеком-пользователем (относительно пользователя это будут действия по выводу информации), и превращает его в сигналы, понятные компьютеру. Вывод информации из этих устройств является вводом её в компьютер. Аналогично, принтеры и мониторы получают на входе сигналы, которые выводит компьютер. Затем они преобразуют эти сигналы в такой вид, который человек сможет увидеть или прочитать. (Для пользователей процесс чтения или просмотра подобных вариантов представления информации является вводом или получением информации.)
В компьютерной архитектуре объединение процессора и основной памяти (то есть памяти, из которой процессор может читать и записывать в неё напрямую с помощью особых инструкций) составляет «мозг» компьютера, и с этой точки зрения, любой обмен информацией с этим объединением, например, с дисковым накопителем, подразумевает ввод-вывод. Процессор и его сопутствующие электронные цепи реализуют ввод-вывод с распределением памяти, используемый в низкоуровневом программировании при реализации драйверов устройств.
Высокоуровневая операционная система и программное обеспечение используют другие, более абстрактные концепции и примитивы ввода-вывода. Например, большинство операционных систем реализуют прикладные программы через концепцию файлов. Языки программирования Си и C++, а также операционные системы семейства Unix, традиционно абстрагируют файлы и устройства в виде потоков данных, из которых можно читать и в которые можно записывать, или и то и другое вместе. Стандартная библиотека языка Си реализует функции для работы с потоками для ввода и вывода данных.
В контексте языка программирования Алгол-68 механизмы ввод и вывод совместно назывались обменом. Библиотека обмена Алгола-68 распознавала следующие стандартные файлы (устройства): stand in, stand out, stand error и stand back.
Альтернативой специальным простейшим функциям служит монада ввода-вывода, которая позволяет программам просто описывать ввод-вывод, а действия выносятся за рамки программы. Это весьма примечательно, так как функции ввода-вывода имеют побочные эффекты в любом языке программирования, но сейчас получило распространение чисто функциональное программирование.

## Интерфейс ввода-вывода
Интерфейс ввода-вывода требует управления процессором каждого устройства. Интерфейс должен иметь соответствующую логику для интерпретации адреса устройства, генерируемого процессором.
Установление контакта должно быть реализовано интерфейсом при помощи соответствующих команд типа (ЗАНЯТ, ГОТОВ, ЖДУ), чтобы процессор мог взаимодействовать с устройством ввода-вывода через интерфейс.
Если существует необходимость передачи различающихся форматов данных, то интерфейс должен уметь конвертировать последовательные (упорядоченные) данные в параллельную форму и наоборот.
Должна быть возможность для генерации прерываний и соответствующих типов чисел для дальнейшей обработки процессором (при необходимости).
Компьютер, использующий ввод-вывод с распределением памяти, обращается к аппаратному обеспечению при помощи чтения и записи в определённые ячейки памяти, используя те же самые инструкции языка ассемблера, которые компьютер обычно использует при обращении к памяти.

## Режимы адресации
Существует несколько способов, которыми данные могут быть прочитаны или помещены в память. Каждый метод представляет собой режим адресации и имеет собственные преимущества и ограничения.
Режимы адресации делятся на множество типов, как например, прямая адресация, косвенная (непрямая) адресация, непосредственная адресация, индексная адресация, базовая адресация, базово-индексная адресация, предполагаемая адресация и т. д.

### Прямая адресация
В этом типе адрес данных сам является частью инструкции. Когда процессор декодирует инструкцию, он получает адрес ячейки памяти, откуда может быть считана (куда может быть записана) требуемая информация.
Mov Reg. [Addr]
В данном случае операнд Addr указывает на область памяти, содержащее данные и копирует их в указанный регистр Reg.

### Косвенная адресация
В этом случае адрес может храниться в регистре. Инструкции будут обращаться к регистру, содержащему адрес. То есть, для получения данных, инструкция должна декодировать данные соответствующего регистра. Содержимое регистра будет обработано как адрес, используя который, будет считана/записана информация из/в соответствующую область памяти.

## Ввод-вывод с распределением (вводимой информации) по портам (памяти)
Ввод-вывод с распределением (вводимой информации) по портам (памяти) обычно требует применения инструкций, специально разработанных для выполнения операций ввода-вывода.